# La bambinaia francese
La bambinaia francese è un romanzo di Bianca Pitzorno pubblicato nel 2005.

## Trama
Parigi, 1832. In una gelida giornata invernale, Sophie Gravillon, una bambina orfana di padre che vive con la madre, Fantine, una sarta, va a consegnare delle camicie a casa di Céline Varens, famosa ballerina, perché senza quel pagamento lei e la madre rischiano di essere sfrattate. Arrivata a casa della ballerina, però, sviene per la fame. La donna la ristora e, dopo aver ascoltato la sua storia, non solo le paga le camicie con i sessanta franchi promessi, ma le regala anche cibo, carbone e altri beni per lei e la madre. Sophie viene riaccompagnata a casa in carrozza, ma arrivata al loro "appartamento" (che altro non è che una gelida soffitta) scopre che la madre, gravemente malata, è morta durante la sua assenza. Dopo il funerale della madre, la perfida portinaia del palazzo, madame Annaud, ora che la bimba è sola al mondo, cerca di venderla ad una donna che vende sapone, dalla pessima reputazione, ma dato che lei si rifiuta decide di portarla all'Ospizio di Mendicità, un luogo malsano dove i poveri vengono rinchiusi e fatti lavorare sedici ore al giorno. 
Il giorno dopo però Sophie viene "prelevata" da Toussaint, un ragazzo nero originario di Cuba che Céline ha ricevuto in dono dal marito, nonostante la donna sia contraria alla schiavitù. Il ragazzo la porta dalla ballerina che ha deciso di accoglierla in casa; la bambina però, non sopportando di vivere della carità altrui, desiderosa di ricambiare il favore promette di prendersi cura della figlia neonata della danzatrice, la piccola Adèle.
Dopo essersi un po' ripresa dalla vita miserevole che ha condotto fino ad allora, Sophie viene introdotta al padrino della sua benefattrice, un personaggio a dir poco eccentrico: è un marchese repubblicano, ammiratore della Rivoluzione Francese, che viene chiamato Cittadino Marchese e gestisce una scuola molto particolare: la frequentano ragazzi di ogni età ed estrazione sociale. Oltre a Sophie, ne fanno parte ovviamente Toussaint, il piccolo schiavo, Antoine, un bambino di sette anni figlio di un vetraio, Pauline, la figlia di una locandiera, Maurice, un borghese, la cui madre è una pittrice separatasi dal marito per praticare la sua arte, Angélique e Maximilien, due gemelli figli di nobili, e infine Olympe, una sedicenne orfana di entrambi i genitori e cresciuta dalla nonna, che, volendo garantire alla nipote tutti i privilegi destinati ad un maschio, l'ha fatta vestire da ragazzo fin dalla più tenera età. Sophie è molto istruita per la sua età, perché i genitori le facevano frequentare la scuola popolare, ma solo nelle materie tradizionali, mentre nella scuola del Cittadino Marchese si imparano anche materie quali arte e musica e teatro, e gli stessi alunni scambiano saperi, in quanto ognuno di loro è specializzato in un ambito, e il Cittadino Marchese integra con le nozioni necessarie.
Intanto la piccola orfana fa la conoscenza degli abitanti della casa, le cameriere, Lisette e Charlotte, la cuoca Gotton, La bambinaia Solange, che si occupa della piccola Adèle, la figlia di Céline e monsieur Edouard, e, infine, proprio quest'ultimo. Il marito di madame Céline, Edward Rochester, chiamato da tutti monsieur Edouard, è inglese, ed è generalmente malvisto in casa Varens per i suoi modi bruschi e il suo atteggiamento prepotente e collerico. È inoltre molto in contrasto con il Cittadino Marchese, in quanto i due uomini hanno posizioni politiche e opinioni radicalmente diverse.
Poco dopo l'arrivo di Sophie, monsieur parte per uno dei suoi viaggi improvvisi, con grande sollievo di tutti tranne, ovviamente, Céline. La donna non calca le scene da più di un anno, per decisione del marito, ma aveva sempre avuto intenzione di tornare a ballare, una volta che Adèle fosse stata svezzata; se ne presenta l'occasione quando una ballerina di fila si storce la caviglia durante le prove del nuovo balletto La Silfide e Céline ne prende il posto, ma proprio il giorno della prima Edouard ritorna inaspettatamente (dato che non avvisava mai in anticipo) e scoprendo che la moglie gli ha disobbedito, trova un pretesto per lasciarla, rivelandole che il loro matrimonio è fasullo e non avendo quindi nemmeno bisogno di un divorzio. Senza l'inglese, la famiglia si trova improvvisamente senza mezzi di sostentamento, perché nonostante Céline abbia appena stipulato un nuovo contratto a teatro, il suo "stipendio" non è sufficiente per quattro persone (Céline, Adèle, Toussaint e Sophie); fortunatamente il Cittadino Marchese risolve la situazione trasferendosi da loro e aiutandoli finanziariamente (essendo un nobile dispone di un notevole patrimonio e può tranquillamente vivere di rendita).
La vita trascorre tranquilla, finché, alla morte del Cittadino Marchese, i suoi ricchi e nobili nipoti, che non si erano mai interessati a lui finché era in vita, per potersi appropriare dell'eredità del padrino e delle sue tenute accusano Céline di averlo circuito e la fanno imprigionare. Toussaint diventa quindi loro proprietà, perché nonostante Céline l'avesse liberato subito dopo essere stata lasciata da monsieur Edouard (a quell'epoca le donne sposate non potevano prendere decisioni legali senza il consenso del marito), non si riesce a trovare l'atto di liberazione, né il testamento del Cittadino Marchese che designa Céline come sua erede. Sophie e Adèle invece vengono ospitate dalla stiratrice, madame Frédéric. 
Sia Sophie che Toussaint continuano a scrivere alla loro benefattrice, pagando quello che credono il suo custode per farle recapitare e garantirle qualche comodità, ma non riescono mai a farsi rispondere. Poco dopo, ritorna monsieur Edouard, che decide di portare Adèle in Inghilterra con lui; fingendosi una nuova bambinaia, Sophie riesce a rimanere con la sua protetta, continuando la corrispondenza con Toussaint. Mentre nella residenza di monsieur in Inghilterra, Thornfield Hall, Sophie e Adèle assistono all'arrivo di un'istitutrice, Jane Eyre, e alla sua complicata storia d'amore con il padrone di casa, Toussaint a Parigi si impegna per far liberare Céline e farle vincere la causa contro i nipoti del suo padrino, aiutato anche dalla famiglia di Angélique e Maximilien e dalla nonna di Olympe, che sono venute a conoscenza della situazione della ballerina solo allora, scoprendo che non è rinchiusa in prigione ma è ricoverata alla Salpetrière, un manicomio, in seguito all'attacco subito da parte delle sue precedenti compagne di cella. Presentata la richiesta al giudice, ne ricevono la custodia e si impegnano per farla guarire. Le condizioni di Céline migliorano man mano, fino al completo rinsavimento e al ritrovamento dei documenti mancanti, che la donna aveva cucito in una bambola di Adèle quando aveva sentito i suoi nemici irrompere in casa.
Nel frattempo, a Thornfield Hall si programma il matrimonio tra il padrone di casa e l'istitutrice, fidanzatisi. Céline spedisce a mister Rochester una lettera in cui spiega le sue condizioni e chiede la restituzione della figlia, ma l'uomo si rifiuta di rimandare la bambina in Francia e dunque vengono inviati Toussaint e Olympe ad organizzare la fuga. Il programma originario prevedeva di scappare prima del matrimonio, ma salta quando scoprono la presenza di qualcun altro da far fuggire. Da qualche tempo, Adèle aveva preso a parlare sempre di più di una certa "Bertha", di cui sarebbe diventata amica, ma Sophie non se ne era preoccupata pensando che la bambina, senza amici con cui giocare, ne avesse inventata una immaginaria, come lei stessa aveva fatto da piccola (con un elfo di nome Pipolet). Invece, Bertha Mason esiste davvero, e non è affatto una bambina: si tratta della vera moglie di monsieur Edouard, che viene tenuta rinchiusa in soffitta sorvegliata da una donna, Grace Poole, il cui impiego "ufficiale" è di cucitrice, perché gli altri domestici non sanno dell'esistenza di Bertha. Quindi si decide di spostare la fuga al giorno stesso del matrimonio, quando Adèle sarebbe stata spedita in collegio: dopo la partenza dei due fidanzati per la chiesa, la bambina sarebbe andata a prendere Bertha in soffitta, eludendo la sorveglianza della guardiana. Ma quando anche il matrimonio salta e miss Jane sparisce, si presenta un'occasione ancora più favorevole: mister Rochester parte a cavallo per cercarla, liberando la strada ai congiurati, sennonché ritorna prima del previsto scontrandosi con Adèle e Bertha nell'atrio, e contemporaneamente scoppia un incendio propagatosi dalla soffitta dove Grace ha rovesciato una candela che ha dato fuoco alle tende. La fuga viene portata a termine con successo e la compagnia ritorna in Francia, dove, dopo essersi ristabilita, Bertha racconta la sua storia: nata in una famiglia di grandi proprietari terrieri, era stata educata dalla madre, contraria alla schiavitù, e si era innamorata di un giovane poeta mulatto, liberto. Il suo matrimonio era stato organizzato dalle due famiglie, ma Bertha si era opposta e pochi giorni prima della data fissata per la cerimonia aveva liberato tutti gli schiavi facenti parte della sua dote. Il marito, infuriato, l'aveva portata in Inghilterra e rinchiusa in casa.
Due anni dopo, la famiglia si sposta verso Cuba; sulla nave incontrano anche un vecchio amico del padre di Sophie (Jean-Jacques Gravillon, morto fucilato sulle barricate popolane delle Tre Gloriose, giornate di rivolta a Parigi), Pierre Donadieu, che a causa delle sue idee rivoluzionarie e repubblicane ha rischiato di finire in prigione. Il libro si chiude con la descrizione di una veduta dell'isola di Cuba.

## Riferimenti
Nel completare questa opera, Bianca Pitzorno utilizza diversi e numerosi riferimenti alla letteratura francese e alla letteratura inglese dell'Ottocento, riprendendo e commentando durante la storia molte opere di quell'epoca.
In particolare la parte finale si riferisce al romanzo Jane Eyre, anche se il suo punto di vista è diverso (si riferisce in particolare alla storia di Bertha, reinventandola e rivisitandola) e in cui traspare anche una certa critica.

## Edizioni
- Bianca Pitzorno, La bambinaia francese, Arnoldo Mondadori Editore, 2004,  p. 496, ISBN 88-04-53505-9.